# 존 캐머런 미첼
존 캐머런 미첼(John Cameron Mitchell, 1963년 4월 21일 ~ )은 미국의 배우이자 영화 감독이다.

## 참여 작품

### 감독
- 숏버스
- 래빗 홀
- 간호사 재키
- 런던 러브스토리
- 글로우: 레슬링 여인 천하

### 배우
- 맨하탄의 사나이
- 맥가이버
- 헤드 오브 더 클래스
- 죽느냐 사느냐
- 숏버스
- 걸스 (드라마)
- 굿 파이트
- 샌드맨 (드라마)